# Six Jours d'Aguascalientes
Les Six Jours d'Aguascalientes sont une course cycliste de six jours disputée à Aguascalientes, en Mexique. Quatre éditions sont organisées de 2001 à 2007.

## Palmarès
| Année   | Vainqueur                               | Deuxième                            | Troisième                           |
| ------- | --------------------------------------- | ----------------------------------- | ----------------------------------- |
| 2001    | Matthew Gilmore Scott McGrory           | Giovanni Lombardi Marco Villa       | Jimmy Hansen Luis Fernado Macías    |
| 2002    | Giovanni Lombardi Juan José de la Rosa  | Edgardo Simón Juan Curuchet         | Luis Fernado Macías Franco Marvulli |
| 2003-05 | Non-disputés                            |                                     |                                     |
| 2006    | Luis Macías Franco Marvulli             | Juan José de la Rosa Marco Villa    | Giuseppe Atzeni Angelo Ciccone      |
| 2007    | Marco Antonio Arriagada Antonio Cabrera | David Muntaner Antonio Miguel Parra | Martin Gilbert Ryan McKenzie        |